# 33-й батальон шуцманшафта
33-й батальон шуцманшафта (нем. Schutzmannschaft Battalion 33, эст. 33. Kaitsepataljon) — батальон Эстонской вспомогательной полиции, подчинявшийся немецкому шуцманшафту.

## История
Образован в Тарту и Вильянди зимой 1941—1942 годов. Имел собственный духовой оркестр, который был передан 36-му батальону шуцманшафта. 2-я рота батальона занималась охраной немецких военных объектов (в том числе мостов). В январе 1942 года направлен на Ленинградский фронт без подготовки: 2-я рота несла оборону в районе Петергоф — Стрельна. Весной 1942 года усилен 200 добровольцами. В декабре 1942 года после перестрелки с передовым охранением советских частей снят с фронта и направлен в Тарту.
В декабре 1942 года 33-й батальон вернулся в рейхскомиссариат Остланд и был расквартирован в Пярну на время отдыха. Позже отправлен в Тарту, где был расформирован (добровольцы отправились в Эстонский легион, остальных распределили по 32-му, 35-му и 287-му батальонам). Позже воссоздан на основе рот самообороны фольксдойче из Валги, Антслы, Выру и Печор. В батальоне были три роты: 1-я (Валга), 2-я (Выру) и 3-я (Печоры). Батальон насчитывал 381 человека, нёс охранную службу под командованием 11-й пехотной дивизии.
В июне 1944 года батальон был брошен в бой против советских войск на помощь немецким и эстонским частям, сражавшимся с января 1944 года у побережья Чудско-Псковского озера. 3-я рота сражалась в районе озера Выртсъярв на протяжении реки Кманги. Батальон участвовал в боях за Меерапалу против РККА, осенью 1944 года отступил в район Вильянди. Позже был расформирован, а личный состав распределён по 37-му, 38-му и 40-му батальонам шуцманшафта.

## Командный состав

### Командиры батальона
- майор Якоб Куусе
- капитан Вольдемар Пярлин[эст.]
- майор Йоханнес Коорт[эст.]
- майор Роберт Таммисте

### Командиры частей батальона
Согласно показаниям от 22 мая 1950 года, данным легионером 20-й ваффен-гренадерской дивизии СС (1-й эстонской) Вяйно Вызу 3-му отделению 4-го отдела МГБ ЭССР, в батальоне служили:
- Майор Коорт, командир 2-й роты в декабре 1942 года[1].
- Капитан Людвиг Саар, командир 2-й роты. Охранял концлагерь на территории города Тарту, летом 1943 года возглавил роту 287-го полицейского батальона[1].
- Лейтенант Освальд Микк, командир 2-го взвода[1].
- Петр Приске, старшина 2-го взвода[1].
- Младший унтер-офицер Ныммик, командир отделения 2-го взвода[1].
- Капитан Агу Ланну, командир 1-й роты, участник сражений под Ленинградом, проходил подготовку в военно-учебном лагере «Нейхаммер»[1].
- Лейтенант Александр Канкар, командир 3-го взвода 1-й роты[1].
- Майор Рабене, предпринял попытку бегства в союзную зону оккупации Германии[1].
- Унтер-офицер Ярвемяе, предпринял попытку бегства в союзную зону оккупации Германии[1].
- Лейтенант Карл Ниголь, командир 1-го взвода 1-й роты[1].
- Лейтенант Освальд Микк, командир 2-го взвода 1-й роты[1].